# Banshee (motorfiets)
Banshee is een historisch Brits motorfietsmerk.
De bedrijfsnaam was: Smith, Jackson & Co., Hull, Yorkshire, later Banshee Mfg. Co. Ltd., Bromsgrove, Worcestershire.
In 1921 begon dit merk motorfietsen te produceren met 269cc-Villiers tweetaktmotoren. Het waren tamelijk eenvoudige modellen die zonder versnellingen met directe riemaandrijving geleverd konden worden, maar ook met een Albion-tweeversnellingsbak en chain-cum-belt drive. In 1922 was het een van de eerste merken die de 349cc-Barr & Stroud schuivenmotor toepasten. Er werden ook 347-en 497cc-Blackburne-motoren gebruikt. In 1924 bood men een groot aantal modellen aan, maar wellicht waren dit er te veel voor de kleine fabriek. De productie werd in dat jaar beëindigd.
De fabriek in Bromsgrove bestond tot 1974, toen ze door brand werd verwoest. Een deur van de fabriek wordt bewaard in het Bromsgrove Museum.